# Parametoximetanfetamina
La parametoximetanfetamina (también conocida como PMMA) es una droga psicodélica y estimulante relacionada con la
parametoxianfetamina (PMA). Se conoce poco sobre sus propiedades farmacológicas, metabólicas, y toxicológicas. Por su similitud estructural con la PMA, que tiene una toxicidad conocida en humanos, se estima que tiene un potencial considerable de causar efectos secundarios dañinos y muerte en casos de sobredosis.
A comienzos de los años 2010, se concluyó que varias muertes de usuarios de la droga MDMA estaban relacionadas con pastillas y cápsulas que en realidad correspondían a la PMMA.